# ريجين فيلاسكيز
ريجينا إنكارناشيون أنسونغ فيلاسكيز ألكاسيد (من مواليد 22 أبريل 1970) مغنية وممثلة ومنتجة تسجيل فلبينية تعتبر واحدة من أكثر الشخصيات تأثيرًا في الثقافة الشعبية الفلبينية وتشتهر بنطاقها الصوتي وتقنية الحزام. لقد تلقت تدريبًا صوتيًا غير تقليدي خلال طفولتها، حصلت على تقدير من خلال الفوز في مسابقة غناء للهواة آنغ باغونغ كامبيون في 1984 و مسابقة آسيا والمحيط الهادئ 1989 ، التي تمثل الفلبين في الأخير. اشتهرت فيلاسكيز بإصدارها "Kung Maibabalik Ko Lang" من ألبومها الأول الذي يحمل عنوانًا ذاتيًا في عام 1987. وقد استقبل الألبوم بشكل عام جيدًا وأنتج أغنيتين فرديتين هما "Urong Sulong" و "Isang Lahi" فنانة فلبينية قابلة للحياة تجاريا.
بعد توقيعها على تسجلات بوليغرام ، اكتسبت شهرة في جنوب شرق وشرق آسيا من خلال ألبوماتها استمع بدون تحيز (1994) و My Love Emotion (1995) ، والتي أصبح أولها سجلها الأكثر مبيعًا ، وأنتجت "In Love With You" "، أنجح أغنية منفردة لها في التسعينيات. تابعت ذلك مع ألبوم Retro لعام 1996 ، وهو ألبوم غلاف يضم عناصر من موسيقى الإيقاع والبلوز والجاز والديسكو. بعد مغادرة تسجلات بوليغرام ، وقعت صفقة مشتركة مع المنتج مارك جيه فيست وتسجيلات فيفا ومقره لوس أنجلوس ، وأصدر ألبومًا بعنوان Drawn (1998). مُنحت فيلاسكيز تحكمًا إبداعيًا كاملاً كمنتج تنفيذي في ألبومها R2K (1999) ، والذي أصبح الأعلى مبيعًا لفنانة في الفلبين. خلال هذه الفترة ، غامر فيلاسكيز بالتمثيل ، ولعبت أدوارًا قيادية في الفيلم الكوميدي الرومانسي Pangako Ikaw Lang (2001) - الذي حصلت عنه على جائزة شباك التذاكر الترفيهية لأفضل ملكة شباك التذاكر - والمسلسل الدرامي مالاالا مو كايا (2002) ، والذي أكسبها نجمة جائزة أفضل ممثلة. وسعت حياتها المهنية إلى برامج تلفزيونية للمواهب الواقعية ، وعملت كمقدمة لبرنامج Star for a Night (2002) ، و بينوي بوب سوبر ستار (2004) ، و The Clash (2018) ؛ وكحكم في ستارستروك (2015) و آيدول الفلبين (2019).

## روابط خارجية
- ريجين فيلاسكيز على موقع IMDb (الإنجليزية)
- ريجين فيلاسكيز على موقع روتن توميتوز (الإنجليزية)
- ريجين فيلاسكيز على موقع ميوزك برينز (الإنجليزية)
- ريجين فيلاسكيز على موقع أول موفي (الإنجليزية)
- ريجين فيلاسكيز على موقع أول ميوزيك (الإنجليزية)
- ريجين فيلاسكيز على موقع ديسكوغز (الإنجليزية)
- ريجين فيلاسكيز على موقع قاعدة بيانات الفيلم (الإنجليزية)